# Novodinia austini
Novodinia austini är en sjöstjärneart som först beskrevs av Jean Baptiste François René Koehler 1909.  Novodinia austini ingår i släktet Novodinia och familjen Brisingidae. Inga underarter finns listade i Catalogue of Life.